# 尼梅·耶尔维

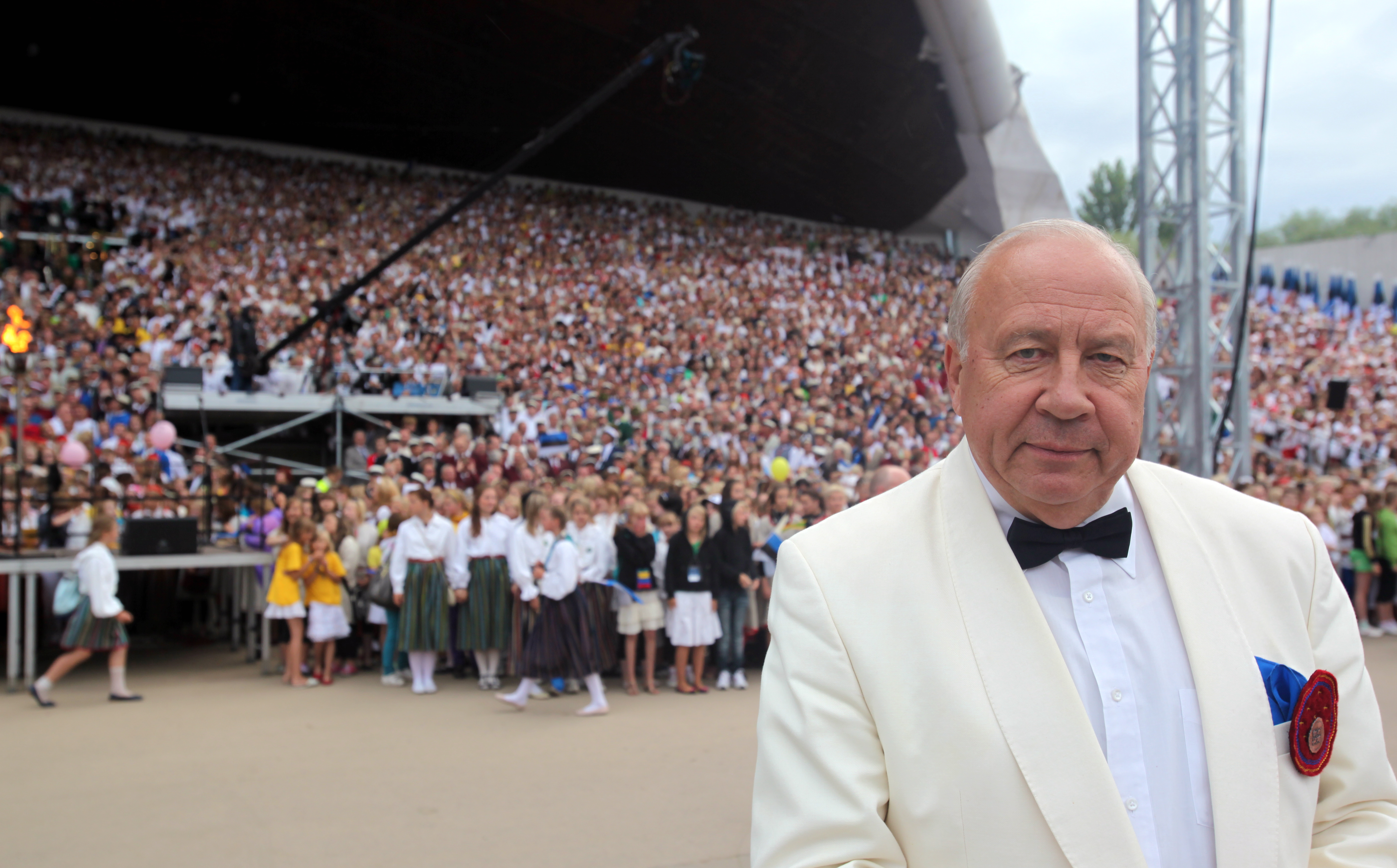
尼梅·耶尔维在第25届爱沙尼亚歌曲节上（2009年）

尼梅·耶尔维（1937年6月7日—），爱沙尼亚指挥家。 

## 生平
尼梅·耶尔维出生于塔林，曾就读塔林音乐学院学习打击乐和合唱指挥，1955年至1960年间在列宁格勒音乐学院学习指挥，师从拉比诺维奇和穆拉温斯基。1963年至1979年，耶尔维担任爱沙尼亚广播电台交响乐团（1966年起更名为爱沙尼亚国家交响乐团）音乐总监，另外1966年起兼任爱沙尼亚歌剧院首席指挥。1971年，耶尔维在圣切契利亚国立音乐学院指挥比赛中夺魁，他的演出足迹遍布苏联、欧美、南美、日本等地。 
1980年，耶尔维移居美国新泽西，1982年起成为哥德堡交响乐团首席指挥，直至2004年。此外，他供职过的乐团包括：苏格兰皇家国家乐团（1984－1988年）、底特律交响乐团（1990－2005年）、新泽西州交响乐团（2005－2009年）、海牙爱乐乐团（2005－2012年）、瑞士罗曼德管弦乐团（2012－2015年）等。 
2010年，耶尔维重回爱沙尼亚国家交响乐团，尽管由于津贴不足不久便辞职，仍然留任艺术总监至今。 
尼梅·耶尔维和妻子利利娅（Liilia）育有三个孩子，其中儿子帕沃·耶尔维和克里斯蒂安·耶尔维都成为指挥家，女儿玛丽卡·耶尔维是长笛演奏家。

## 荣誉

### 爱沙尼亚勋章奖章
- 三等国徽勋章（英语：Order of the National Coat of Arms）（1996年2月19日批准，1996年3月11日颁发[4]）